# Культура Нюматоу
Культу́ра Нюмато́у (кит. 牛罵頭文化, Піньїнь Niúmàtóu) — доісторична археологічна культура середнього неоліту в центральному Тайвані.

## Відкриття
У 1950-х роках археологи вивчали так звану культуру шнурової червоної кераміки в районах плато Дацзя та Даду. Під час реалізації «Дослідницького проекту історії доісторичної культури Тайваню» з 1964 по 1965 роки там виявили залишки шнурової червоної кераміки, яку віднесли до нової культури Нюматоу. У 1975 році археологи Сун Веньсюнь і Лянь Чжаомей запропонували назвати цей етап «Період формування Луншань, фаза Нюматоу». У 1980 році Сун Веньсюнь, Хуан Шицян і Лю Їчан офіційно дали їй назву культура Нюматоу. Характерною для культури є пам'ятка Нюматау в місті Ціншуй повіту Тайчжун. Культура існувала протягом 2500—1500 рр. до н. е. Місця розташування здебільшого поширені на прибережних та низьких річкових терасах в центральному регіоні Тайваню. Приблизно 4000 років тому вони проживали також на горбистих та гірських районах.

## Походження
Культура Нюматоу еволюціонувала з пізньої культури Дабенькен і має чіткий зв'язок з культурою Нючоуцзи в південному регіоні Тайваню в той же період. Нюматоу поступово трансформувалася в археологічну культуру Їнпу на етапі пізнього неоліту між 1700 і 1500 роками до н. е.

## Основні пам'ятки
Основними пам'ятками культури є: Байшатунь у міській волості Хоулун повіту Мяолі;  Танвенху у міській волості Цзаоцяо, Саньґуйкен у міській волості Саньї, Нюматоу у міській волості Ціншуй, повіт Тайчжун; Матоулу міської волості Вайпу, Шуйюаньді у міській волості Дацзя, Чжуанхоу міської волості Шеньґан, Лунцюань міської волості Лунцзін, Дінцзє міської волості Даду, Сямацо в міській волості Ужи, Цяосєдунь міської волості Цаотунь повіту Наньтоу; Пінлінь IV і Нюпу в міській волості Чжанхуа, повіту Чжанхуа.

## Керамічні вироби, кам'яні знаряддя, господарство
Кераміка цієї культури відповідає характеристикам культури Дабенькен. Вона в основному червона та коричнева, з невеликою кількістю чорної. Виготовлена вручну з піску або глини. Прикраси в основному намальовані мотузковими візерунками, які більші, ніж у попередньої культури. Сцена вишукана, і є різні візерунки, такі як круглі опуклі крапки, смуги, картаті, рельєфні та гребінчасті візерунки, візерунки в кошиках, подряпини тощо. Більшість з них нанесено на боки та черевце посудин. За формою посудини — горщики, миски, пляшки. Деякі мають ніжки та кришки. Крім того, є прясла та декоративні гончарні каблучки. У кількох місцях, таких як Нюматоу, було виявлено, що горловини гончарних горщиків зі шнуровим візерунком були прикрашені візерунками кераміки в стилі Дабенькен. На інших місцях також знайдено гончарні горщики, подібні до форм культури Дабенькен. Шнурові візерунки на пізній кераміці поступово зменшувалися і поступово еволюціонували до звичайної червоної кераміки.
Види і кількість кам'яних знарядь досить багаті. Звичайні сільськогосподарські, рибальські та мисливські знаряддя включають сокири та мотики, кам'яні ножі, кам'яні тесла, кам'яні наконечники стріл, підвіски сіток, увігнуті камені, кам'яні луски, знаряддя з кам'яними сердечниками тощо. Крім того, також були знайдені дрібні інструменти та прикраси з нефриту.
Культура Нюмітоу мала розвинене землеробство, люди вирощували рис та інші зернові культури, а також займалася рибальством і полюванням.